# Kurstraße (Bad Reichenhall)
Die Kurstraße ist eine Straße in der oberbayerischen Kurstadt Bad Reichenhall.

## Beschreibung

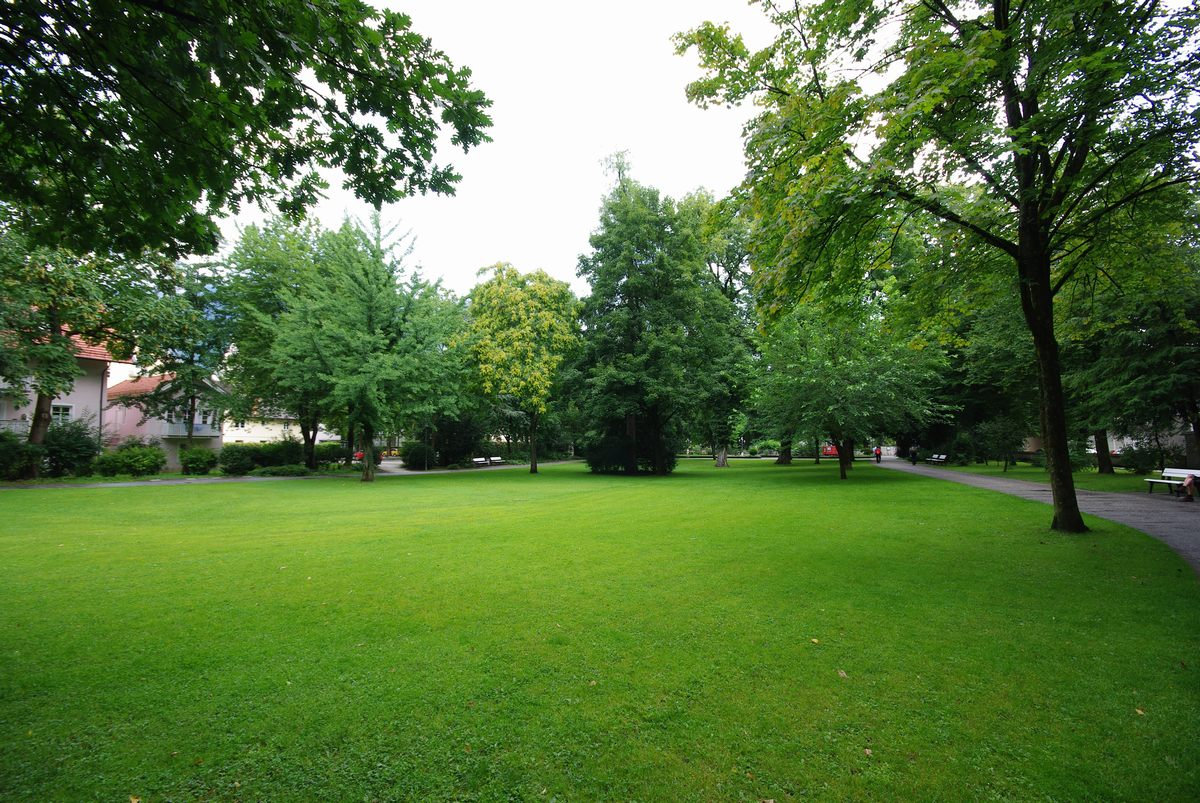
Ortenaupark

Die Kurstraße führt von der Salzburger Straße in nordwestlicher Richtung entlang des Bad Reichenhaller Kurgartens und endet an der Einmündung in die Bahnhofstraße.
Mehr als die Hälfte der Kurstraße im Südosten ist Teil der Fußgängerzone, dieser Bereich darf jedoch mit Fahrrädern befahren werden.
Nordöstlich an die Kurstraße liegt der Kurgarten aus der zweiten Hälfte des 19. Jahrhunderts, an die Nordhälfte der Straße grenzt südwestlich der Ortenaupark an, der nach dem jüdischen Reichenhaller Arzt Gustav Ortenau benannt ist.

## Geschichte
Mit dem Aufstieg von Bad Reichenhall, das vor 1890 noch nicht den Zusatz „Bad“ im Namen trug, zu einem international bekannten und beliebten Kurort entstanden viele Bauten, die im direkten Zusammenhang mit der Kur und dem Fremdenverkehr stehen. Mit der Eröffnung der Sole- und Molkenkuranstalt Achselmannstein 1846 unweit der heutigen Kurstraße wurde der Grundstein für den Erfolg des Kurortes gelegt.
Ab 1868 wurde der Kurgarten durch Carl von Effner schrittweise gestaltet, der sich zwischen Kurstraße, Bahnhofstraße und Salzburger Straße befindet. Von 1899 bis 1900 wurde in der Kurstraße das Königliche Kurhaus errichtet, nach dem Ersten Weltkrieg folgte – für eine Neuausrichtung des Kurortes – das Kurmittelhaus.
Zwischen 1877 und 1881 entstand am nördlichen Ende der Kurstraße die erste und bis heute einzige evangelische Kirche in Bad Reichenhall.
Während der NS-Zeit trug die Kurstraße den Namen Adolf-Hitler-Straße.
Beim Luftangriff auf Bad Reichenhall am 25. April 1945 trug die Kurstraße – anders als weiter nördlich und damit näher am Angriffsziel Bahnhof gelegene Gebäude in der Bahnhofstraße – nur leichte Schäden davon. Lediglich das Haus Kurstraße 2 trug leichte Schäden davon.
Zwischen 1974 und 1976 wurden Teile der Salzburger und Kurstraße sowie der Großteil der Ludwigstraße zur ersten Fußgängerzone der Stadt umgestaltet.

## Baudenkmäler
Direkt der Kurstraße werden heute drei Baudenkmäler zugeordnet. Wichtige weitere Bauwerke in der näheren Umgebung sind der Bismarckbrunnen in der Bahnhofstraße, sowie das Hotel Axelmannstein und das Kurmittelhaus in der Salzburger Straße. Direkt nördlich an den Kurgarten grenzt das Ensemble Kurviertel an, in dem sich viele Hotels und Villen aus der Zeit um 1900 befinden.
| Adresse    | Name                | Beschreibung | erbaut    | Lage | Bild |
| ---------- | ------------------- | --- | --------- | ---- | ---- |
| Kurstr. 6  | Königliches Kurhaus | Mehrgliedrige neubarocke Anlage, Eingangshalle mit Schweifgiebel, flankiert von Türmen, Mansarddächer und repräsentative Freitreppenanlage. | 1899–1900 | ▼    |      |
| Kurstr. 6  | Kurgarten           | Königlicher Kurgarten, nach Plänen von Carl von Effner. Freiluftinhalatorium, sog. Gradierhaus, schlossartiger, langgestreckter Bau mit Mittel- und Seitenpavillons, zentrale Reisigwand mit offenen, beidseitig umlaufenden Wandelgängen, reich gestalteter Holzständerbau mit erdgeschossiger Betonrahmenkonstruktion, nach Plänen von Eugen Drollinger, in historisierender Formensprache, 1909–10, rekonstruiert 1982. Trink- und Wandelhalle, langgestreckter Bau mit zentraler Rotunde und kürzerem, L-förmig abgewinkeltem Flügel, in neubarocker Formensprache, nach Plänen von Eugen Drollinger, 1912 mit Trinkbrunnen von Franz Bürgerling, 1927. | ab 1868   | ▼    |      |
| Kurstr. 15 | Evangelische Kirche | Neugotisch, mit Spitzturm, von Ludwig Hoffstadt; mit Ausstattung | 1877–1881 | ▼    |      |